# Sherina Munaf
Sherina, właśc. Sinna Sherina Munaf (ur. 11 czerwca 1990 w Bandungu) – indonezyjska piosenkarka i aktorka.

## Życiorys
W 1999 roku wydała swój debiutancki album pt. Andai Aku Besar Nanti. Na kanwie jej drugiego albumu (Petualangan Sherina) powstał film o tym samym tytule, z nią samą w roli głównej.
Na Asia-Pacific Film Festival (2001) otrzymała nagrodę specjalną w kategorii Most Talented Child Artist.

## Dyskografia
- Andai Aku Besar Nanti (1999)
- Petualangan Sherina (2000)
- My Life (2002)
- Primadona (2007)
- Gemini (2009)
- Tuna (2013)

Albumy kompilacyjne
- OST Ayat Ayat Cinta (2008)
- OST Laskar Pelangi (2008)
- OST Dia Yang Tak Terlihat (2018)

Single
- „Indonesia Menangis”
- „Kembali ke Sekolah”
- „Sendiri”
- „Ku Disini”
- „Jalan Cinta”
- „Ku Bahagia”
- „Cinta Pertama dan Terakhir”
- „Geregetan”
- „Pergilah Kau”
- „Sebelum Selamanya”
- „Akan Ku Tunggu”
- „Simponi Hitam”
- „Selamat Datang Cinta”